# Chouteau megye
Chouteau megye az Amerikai Egyesült Államokban, azon belül Montana államban található. Megyeszékhelye és legnagyobb városa Fort Benton. Lakosainak száma 5895 fő (2020. április 1.). Chouteau megye Liberty, Judith Basin, Hill, Blaine, Fergus, Cascade, Teton és Pondera megyékkel határos.

## Népesség
A megye népességének változása:
| Lakosok száma | 5802 | 5770 | 5921 | 5849 | 5767 | 5895 |
|               | 2010 | 2011 | 2012 | 2013 | 2015 | 2020 |